# フィニトライブ
フィニトライブ（Finitribe）は、スコットランドのエレクトロニック・ダンス・ミュージック・グループ。「フィニ・トライブ」(Fini Tribe)と呼ばれることもある。この名前は、薔薇十字団が魚類を表すために使用した用語である「フィニー族 (finny tribe)」に由来している。

## 略歴
バンドは、1984年にスコットランドのエディンバラで、クリス・コネリー、ジョン・ヴィック、アンディ・マクレガー、フィリップ・ピンスキー、デヴィッド・ミラー、サイモン・マクグリンによって結成された。当初はポスト・パンクのギターを打ち出しており、バンドは1984年夏に独自のフィニフレックス (Finiflex)・レーベルからデビューEP『Curling and Stretching』をリリースし、1985年に最初のジョン・ピール・セッションを卒業した後、1980年代半ばにアプローチ全体を再考した。
従来のドラム、ベース、ギターのセットアップにうんざりした彼らはサンプラーを入手し、電子音楽の実験を始めた。その結果、グラスゴーのレーベル、CathexisからリリースされたEP『Let The Tribe Grow』が生まれ、オリジナルのバレアリック / アシッド・ハウス世代の独創的なダンスフロア・アンセムである「De Testimony」がフィーチャーされた。その後、彼らはシカゴのレーベルのワックス・トラックスと契約し、「I Want More」（カンの曲のカバー）と「Make it Internal」という2枚のシングルをリリースし、アメリカでの知名度を高め、ラジオとクラブで大きな成功を収めた。1988年イギリスの長く困難な「トイレ」ツアーは、アメリカに移住してリヴォルティング・コックスとミニストリーに加わったコネリーを含む3人のメンバーの脱退と、ワックス・トラックス・レコードとの決別につながった。
その結果、フィニフレックス・レーベルが復活し、デビュー・アルバムである『Noise Lust and Fun』のためにFast Forwardとの配給契約が結ばれた。バンドは当時、ピンスキー、ヴィック、ミラーで構成されており、リトル・アニー、ロザンヌ・アースキン、ウィルフ・プラムによるさまざまな貢献も受けていた。一連のリミックスEPは、エレクトロニックとダンスフロアの資格を証明し、インディー・チャートにおける成功をもたらした。バンドはアンディ・ヒース（ベガーズ・バンケットとMomentum Publishingのディレクター）と長期の出版契約を結び、レコード会社からの進歩を絶えず必要とせずにバンドを成長させ、発展させることができた。
ワン・リトル・インディアンとの新しい契約に署名した後、レーベルのボスであるデレク・バーケットからの励ましを得たバンドは、EP『Animal Farm』ですぐ論争に巻き込まれた。同様な店名のハンバーガー・アウトレットを打ち負かす目的で童謡「Old MacDonald」を崩し、フィニトライブ（現在も知られているような）はニュー・アルバム『グロウシング10K』（1989年）で流行している反消費主義のスタンスによる味付けを施した。その後の法的措置の脅威は、「マクドナルドをやっつけろ (Fuck off McDonald's)」ポスター及びTシャツ・キャンペーンによって、まったく助けられるわけがなかった。
バンドは次のシングルとアルバムのためにエレクトロニック・ミュージックの世界とのより強いつながりを築き続けた。アンドリュー・ウェザオールは、808ステイトのグラハム・マッセイと一緒にシングル「101」（1991年）をプロデュースしてリミックスした。その後、ジャスティン・ロバートソンがバンドと協力して、シングル「Ace Love Deuce」と「Forevergreen」（1992年）をリミックスしてプロデュースした。これらのシングルはすべて、バンドの最も批判的かつ商業的に成功したアルバム『アンエクスペクテッド・グルーヴ』（1992年）で取り上げられた。これが、ワン・リトル・インディアンのために録音された最後のアルバムとなっている。
このアルバムの成功により、バンドは「フィニフレックス」レーベルを再開し、社内の制作チームは、ジャスティン・ロバートソン、State of Flux、Ege Bam Yasi、スパークスらのシングルを録音してリリースした。フィニフレックスのコンピレーション・アルバム『And Away they Go』が1993年にリリースされ、高い評価を得た。バンドは、この期間中にリースのスタジオ・コンプレックスを再開発し、そこからすべてのマネージメント、レコーディング、プレス、商品販売を調整していた。
ワン・リトル・インディアンを去った後、バンドはさらにスタジオ・コンプレックスを開発し、新しいレコーディング契約を探した。トム・ワトキンス（ペット・ショップ・ボーイズ、イースト17）の助けを借りて、バンドはロンドン/ FFRRでピート・トングと契約を交渉した。この契約により、リースの最先端レコーディング・スタジオの完成が可能となり、次のアルバムのレコーディングのための完全な独立が促進された。バンドの4枚目のアルバムの作成とプリプロダクションのために、彼らはスコットランド北西部のキンロックバーヴィー近くのシェイグラと呼ばれる小さな農業集落に移った。1994年にバンドはシングル「Brand New」をリリースし、マイナーヒットにはなったものの、ロンドン/FFRRとの関係は冷え込んでいった。さらにシングル「Love Above」とアルバム『Sheigra』が1995年にリリースされた。バンドはこれに続いてスパークスとのツアー、そしてイギリスで単独ヘッドライナーとなったツアーを行った。
1996年の初めまでに、デヴィッド・ミラーとフィリップ・ピンスキーはジョン・ヴィックと袂を分かち、前者がフィニトライブを継続し、ジョン・ヴィックはスタジオ・コンプレックス・フィニフレックスを円満に継続した。現在は火山の側面に建てられた家で運営されているスリム化されたフィニトライブは、新しいレーベルU.G.Tを開始し、Ege Bam YasiによるLPをリリースした。新しいレーベルと新しい歌手を探している間、フィニトライブはエセックスへ赴き、プロディジーの元コラボレーターであるジェイソン・バーンと仕事した。その結果、EP『Squelch』と、将来のプロデューサーであるウィッチマン（ジョン・ルーム）とのミーティングが行われた。
しばらくの間、バンドはマネージャーとしてチャス・スマッシュ（マッドネス）と交流したが、これは間接的にコーダ・マーシャルとのミーティングへとつながり、インフェクシャス/マッシュルーム・レコード（ガービッジやアッシュが在籍）との契約が成立した。バンドの5枚目のアルバム『Sleazy Listening』は、ジョン・ルーム（ウィッチマン）のプロデュースによりエディンバラで録音された。ポール・ヘイグ、リトル・アニー、ニロシニ・タンバー、クリス・ロス、ジョン・ルーム、ケイティ・モリソンが参加した。アルバムはエレクトロニカと生楽器をミックスし、批評家からの称賛を受けた。『メロディ・メイカー』誌は「フィニトライブがブリストルに住んで働いていたら、今までにマーキュリー賞を受賞していただろう」と述べている。
アルバムは、デイビー・ヘンダーソンのネクタリンNo. 9とのエディンバラのシューティング・ギャラリーでソールドアウトとなったギグで発売された。バンドは、ロンドンのICAにおいてヘッドライナーを務め、数年間で最も成功したギグでイギリスをツアーした。彼らは初めてのジョン・ピール・ライブ・セッションを録音し、インフェクシャスのためにさらに3枚のシングルをリリースした。
これがバンド最後のアルバムとツアーとなった。彼らの最後のギグは1998年夏に売り切れとなったバース・スモールズ・クラブで行われた。
他の関心と優先順位は、ピンスキーとミラーがフィニトライブを一方の側に置くことを意味した。もう1枚のシングル「Bored」（2000年）がリリースされた。
2014年1月、バンドは限定12インチ・レコードで「De Testimony」を再発した。

## フィニフレックス
ヴィックは、リースを拠点とするフィニフレックス・レコーディング・スタジオを開発した。テレビ、ラジオ、サウンドデザイン、広告向けのハイエンドサウンド・レコーディングをイケアやアイアン・ブルーなどのクライアントに提供している。ヴィックはDJデイヴィー・ミラーと協力してバンド、フィニフレックスを結成。2017年に最初のシングル「Ta Ta Oo Ha」をリリースし、アルバム『Sulliven』が2018年6月にリリースされた。バンドは、2018年5月のグラスゴーにおけるショーでスパークスをサポートした。

## ベジタリアニズム
フィニトライブのメンバーたちは菜食主義者として知られている。

## メンバー
- デヴィッド・ミラー (David Miller) - ギター、ボーカル、ノイズ
- フィリップ・ピンスキー (Philip Pinsky) - ベース、ボーカル、プロデュース
- ジョン・ヴィック (John Vick) - キーボード、サンプリング、プロデュース、編集 (1996年まで在籍)
- サイモン・マクグリン (Simon McGlynn) - ドラム (1988年まで在籍)
- アンディ・マクグレガー (Andy McGregor) - ギター、ボーカル、ノイズ (1988年まで在籍)
- クリス・コネリー (Chris Connelly) - ボーカル、プロデュース (1988年まで在籍)

## ディスコグラフィ

### スタジオ・アルバム
- Noise, Lust & Fun (1988年、Finiflex)
- 『グロウシング10K』 - Grossing 10K (1989年、One Little Indian)
- 『アンエクスペクテッド・グルーヴ』 - An Unexpected Groovy Treat (1992年、One Little Indian)[5]
- Sheigra (1995年、FFRR)
- Sleazy Listening (1998年、Infectious)

### EP、シングル
- "Curling and Stretching" 12" EP (1984年、Finiflex)
- "Let the Tribe Grow" EP (1986年、Cathexis)
- "Forevergreen" EP (1993年) ※全英51位[6]
- "Brand New" (1994年) ※全英69位[6]
- "Squelch" (1996年)

### フィニフレックス
- "Ta Ta Oo Ha" (2017年、Finiflex) ※シングル
- Sulliven (2018年、Finiflex)